# Księżno (powiat bartoszycki)
Księżno (niem. Fürstenau) – wieś w Polsce położona w województwie warmińsko-mazurskim, w powiecie bartoszyckim, w gminie Bisztynek.
W latach 1975–1998 miejscowość należała administracyjnie do województwa olsztyńskiego.
Pierwotnie wieś znajdowała się na terenie powiatu reszelskiego, a później biskupieckiego.

## Historia Wsi
Wieś powstała w XIV w.
W roku 1640 zmarł tu sekretarz królewski Stefan Sadorski. Do Sadorskiego należały również: pobliskie Biegonity, Bartołty Wielkie, Leginy, Linkowo, Łyna i Wągsty. Zapisem w Jezioranach z 18 grudnia 1636 Stefan Sadorski przekazał Księżno i Wągsty kapitule warmińskiej na utrzymanie trzech misjonarzy w Świętej Lipce.
W roku 1955 sołecka wieś Księżno należała do gromady Prosity, a w 1967 była na terenie gromady Lutry.
Liczba mieszkańców: w roku 1933 – 217 osób, w roku 1939 – 202 osoby.